# Пассажбот
Пассажбот (фр. passage переход + нем. boot лодка) — устаревшее название малоразмерных парусных судов, которые использовались для доставки почты, перевозки пассажиров и разнообразных срочных грузов.
Изначально такое название носили суда, поддерживающее сообщение между Францией и Великобританией. В составе русского военно-морского флота пассажботы появились в первой половине XIX века. Как правило, в Российской империи на этот тип судов возлагалось обеспечение регулярных сообщений между Санкт-Петербургом и Кронштадтом. Среди всех их разновидностей выделялись палубные пассажботы, которые имели палубу и предназначались исключительно для пассажирских перевозок.